# Чън Ван Тхин
Чън Ван Тхин (на виетнамски: Trần Văn Thịnh) е виетнамски дипломат.

## Биография
Чън Ван Тхин е роден на 12 януари 1951 г. в провинция Ха Нам, Френски Индокитай. През 1980 г. завършва Киевския университет, след което работи във виетнамското външно министерство. През 1990 г. защитава докторска дисертация в Московския държавен институт по международни отношения.
От 2009 до 2012 г. Чън Ван Тхин е посланик на Виетнам в България. На 18 юни 2012 г. е награден с орден „Стара планина“ I степен „за изключително големите му заслуги за развитието и укрепването на българо-виетнамските отношения и по повод окончателното му отпътуване от страната“.